# Hörselberg-Hainich
Hörselberg-Hainich település Németországban, azon belül Türingiában. Lakosainak száma 6052 fő (2023. december 31.). Hörselberg-Hainich Waltershausen és Wutha-Farnroda községekkel határos.

## Népesség
A település népességének változása:
| Lakosok száma | 6147 | 6140 | 6081 | 6055 | 6052 |
|               | 2017 | 2019 | 2021 | 2022 | 2023 |